# Speedway (álbum)
Speedway es el trigésimo segundo álbum del músico y cantante estadounidense Elvis Presley, publicado por la compañía discográfica RCA Victor en mayo de 1968. Sirvió como banda sonora de la película homónima, protagonizada por Presley, que en algunos países de Sudamérica se conociera con el nombre de "Curva Peligrosa".
El álbum fue grabado en los MGM Studios de Hollywood, California los días 20 y 21 de junio, y el 26 de junio de 1967 en los United Recorders Hollywood, en California. Alcanzó el puesto 82 de la lista estadounidense Billboard 200  En su momento el álbum tuvo ventas de alrededor de 200.000 copias. 

## Contenido
Ocho canciones fueron grabadas durante la sesión, siendo «Suppose», la única en la que Elvis mostró interés, descartada de la película. Dos canciones fueron publicadas como sencillo: «Your Time Hasn't Come Yet Baby» con «Let Yourself Go» como cara B alcanzaron respectivamente los puestos 72 y 71 en la lista Billboard Hot 100. «There Ain't Nothing Like a Song», rechazada de la banda sonora de Spinout, fue una de las canciones que contó con la voz de Nancy Sinatra, a dúo con la de Presley. Su voz y el tema «Your Groovy Self», la única vez que una canción sin Elvis fue incluida en una publicación suya, fueron grabadas en una sesión separada el 26 de junio, producida por Lee Hazlewood.
Speedway obtuvo un resultado comercial aún más bajo que sus predecesores, poniendo en peligro la carrera discográfica del cantante. Para su alivio, Spinout puso fin a la carrera cinematográfica de Elvis, siendo la última película en tener una banda sonora completa suya. Sus últimas cinco películas de la década — Stay Away, Joe, Live A Little, Love A Little, Charro!, The Trouble with Girls y Change of Habit — se concentraron en la capacidad interpretativa de Presley y no en la musical, con escasos requerimientos musicales. Fue también el último disco de Presley en tener ediciones en sonido monoaural y estéreo al quedar el primero desfasado en la industria musical.

## Lista de canciones
| Cara A |                                   |                             |          |  |
| N.º    | Título                            | Escritor(es)                | Duración |  |
| 1.     | «Speedway»                        | Mel Glazer, Stephen Schlaks | 2:10     |  |
| 2.     | «There Ain't Nothing Like A Song» | Joy Byers, Bob Johnston     | 2:06     |  |
| 3.     | «Your Time Hasn't Come Yet, Baby» | Joel Hirschhorn, Al Kasha   | 1:49     |  |
| 4.     | «Who Are You (Who Am I?)»         | Ben Weisman, Sid Wayne      | 2:32     |  |
| 5.     | «He's Your Uncle, Not Your Dad»   | Ben Weisman, Sid Wayne      | 2:25     |  |
| 6.     | «Let Yourself Go»                 | Joy Byers                   | 2:56     |  |

| Cara B |                     |                             |          |  |
| N.º    | Título              | Escritor(es)                | Duración |  |
| 1.     | «Your Groovy Self»  | Lee Hazlewood               | 2:54     |  |
| 2.     | «Five Sleepy Heads» | Roy C. Bennett, Sid Tepper  | 1:29     |  |
| 3.     | «Western Union»     | Roy C. Bennett, Sid Tepper  | 2:10     |  |
| 4.     | «Mine»              | Roy C. Bennett, Sid Tepper  | 2:36     |  |
| 5.     | «Goin' Home»        | Joy Byers                   | 2:23     |  |
| 6.     | «Suppose»           | Sylvia Dee, George Goehring | 2:01     |  |

## Personal
| - Elvis Presley − voz - The Jordanaires − coros - Charlie McCoy − trompeta - Boots Randolph − saxofón - Pete Drake − pedal steel guitar - Tiny Timbrell − guitarra acústica - Chip Young − guitarra eléctrica - Tommy Tedesco − guitarra eléctrica - Larry Muhoberac − piano - Charlie Hodge − piano (en "Suppose") - Bob Moore − contrabajo - D. J. Fontana, Buddy Harman − batería | Sesión del 26 de junio - Nancy Sinatra − voz - Roy Caton, Virgil Evans, Oliver Mitchell − trompeta - Dick Hyde − trombón - Billy Strange, Donald Owens, Donnie Lanier, Al Casey − guitarra eléctrica - Larry Knechtel, Don Randi − piano - Chuck Berghofer − bajo - Hal Blaine − batería |

## Posición en listas
| País           | Lista                | Posición |
| -------------- | -------------------- | -------- |
| Estados Unidos | Billboard Pop Albums | 82       |